# Запис Јовановића крушка (Међуреч)
Запис Јовановића крушка (Међуреч) се налази на парцели чији је власник Јовановић Лука.

## Локација
| Општина             | Јагодина                                                                    |
| Катастарска општина | Међуреч                                                                     |
| Потес               | Честе                                                                       |
| Координате          | 43° 57′ 50″ С; 21° 11′ 07″ И / 43.963799999999999° С; 21.185199999999998° И |
| Надморска висина    | 194m                                                                        |

## Карактеристике
Дендрометријске вредности утврђене на терену и сателитским снимцима:
| Стабло                     | Крушка |
| Висина стабла              | m      |
| Обим дебла                 | m      |
| Пречник крошње             | 10m    |
| Пречник дебла              | m      |
| Висина дебла до прве гране | m      |

## База записа
Запис је у оквиру Викимедија пројекта "Запис - Свето дрво" заведен под редним бројем 1136.